# Liolaemus manueli
Espèce
Synonymes
- Phrynosaura manueli Núñez, Navarro, Garín, Pincheira-Donoso & Meriggio, 2003

Statut de conservation UICN

 EN B1ab(iii) : En danger
Liolaemus manueli est une espèce de sauriens de la famille des Liolaemidae.

## Répartition et habitat
Cette espèce est endémique au nord du Chili où elle est présente dans la région d'Atacama. On la trouve entre 150 et 1 600 m d'altitude. Elle vit dans les désert de roche et de sable.

## Publication originale
- Núñez, Navarro, Garín, Pincheira-Donoso & Meriggio, 2003 : Phrynosaura manueli y Phrynosaura torresi, nuevas especies de lagartijas para el norte de Chile (Squamata: Sauria). Boletín del Museo Nacional de Historia Natural, Chile, vol. 52, p. 67-88.